# Belgium tartományai

Belgium tartományai

Belgium három régióra oszlik: Flandriára, Vallóniára és Brüsszel fővárosi régióra. A Flandria és Vallónia 5-5 tartományra oszlik, a fővárosi régiót nem osztották tovább tartományokra.

## Lista
| Zászló | Tartomány       | Székhely  | Régió                   | Népesség (fő, 2024) | Terület (km²) | Népsűrűség (fő/km²) |
| ------ | --------------- | --------- | ----------------------- | ------------------- | ------------- | ------------------- |
|        | –               | –         | Brüsszel fővárosi régió | 1 249 597           | 162           | 7700                |
|        | Antwerpen       | Antwerpen | Flandria                | 1 926 522           | 2876          | 670                 |
|        | Flamand-Brabant | Leuven    | Flandria                | 1 196 773           | 2118          | 570                 |
|        | Hainaut         | Mons      | Vallónia                | 1 360 074           | 3813          | 360                 |
|        | Kelet-Flandria  | Gent      | Flandria                | 1 572 002           | 3007          | 520                 |
|        | Liège           | Liège     | Vallónia                | 1 119 038           | 3857          | 290                 |
|        | Limburg         | Hasselt   | Flandria                | 900 098             | 2427          | 370                 |
|        | Luxembourg      | Arlon     | Vallónia                | 295 146             | 4459          | 66                  |
|        | Namur           | Namur     | Vallónia                | 503 895             | 3675          | 140                 |
|        | Nyugat-Flandria | Brugge    | Flandria                | 1 226 375           | 3197          | 380                 |
|        | Vallon-Brabant  | Wavre     | Vallónia                | 414 130             | 1097          | 380                 |

## Korábban
Brabant tartományt 1995-ben felosztották Flamand-Brabantra és Vallon-Brabantra.